# Strombocardeniopsis porphyrus
Strombocardeniopsis porphyrus är en insektsart som beskrevs av Nicholas David Jago 1984. Strombocardeniopsis porphyrus ingår i släktet Strombocardeniopsis och familjen gräshoppor. Inga underarter finns listade i Catalogue of Life.